# Playa del Reggae
Playa del Reggae (en inglés: Reggae Beach) es una propiedad de 250 acres ubicada en Jamaica, a medio camino entre Ocho Ríos y Oracabessa. La playa es una hermosa extensión de arena protegida por acantilados en cada extremo. Reggae Beach es conocida como una de las más tranquilas y menos concurridas playas de Jamaica y es considerada como uno de los secretos mejor guardados de la isla. Por la noche, la cena y la música se sirven bajo las estrellas con una gran variedad de alimentos de playa como pescado y langosta, en los principales lugares de interés. Reggae Beach es famosa por sus viernes después del trabajo con fogatas, DJs y música en vivo. Los kayaks están disponibles para alquiler y con frecuencia hay músicos tocando en la tarde. Hay tres bares ubicados en la playa con una amplia gama de alimentos y bebidas disponibles.